# Merulina ampliata
Merulina ampliata är en korallart som först beskrevs av Ellis och Daniel Solander 1786.  Merulina ampliata ingår i släktet Merulina och familjen Merulinidae. IUCN kategoriserar arten globalt som livskraftig. Inga underarter finns listade i Catalogue of Life.